# Leptopelis mossambicus
Leptopelis mossambicus es una especie de anfibios de la familia Arthroleptidae.
Habita en Malaui, Mozambique, Sudáfrica, Suazilandia, Zimbabue y posiblemente Botsuana.
Su hábitat natural incluye sabanas secas, sabanas húmedas, zonas secas de arbustos tropicales o subtropicales, praderas tropicales o subtropicales a baja altitud, praderas húmedas o inundadas en alguna estación, pantanos, marismas de agua fresca y corrientes intermitentes de agua.
Está amenazada de extinción por la pérdida de su hábitat natural.